# モーターヘッド

バンドのロゴ

モーターヘッド (英語: Motörhead) は、イングランドのロックバンド。
同国のミュージシャン レミー・キルミスターを中心に、同氏が亡くなるまで40年間活動した。HR/HMが確立する過渡期において、特にスラッシュ/ハードコアの分野に大きな影響を与えた。バンド名の由来は「ホークウインド」の同名の曲から。世界での売り上げ枚数は1500万枚を超えている。

## バンドの音楽性
デビューから40年間一貫して、大音量かつハイスピードの爆走型ロックンロールをその音楽性の軸として活動しており、スラッシュメタル、ハードコア・パンクなどが出現する遥か以前から、それらの音楽性を包括するサウンドを展開してきた。
商業的にも音楽的にもカテゴライズの困難なロックバンドのひとつであり、時代に応じてハードコア・パンク、ヘヴィメタルと、複数のカテゴリに横断的に分類された経緯がある。
創設者であり、モーターヘッドのスタイルを作り上げてきた中心人物であるレミーは、一貫してロックンロール・バンドであると主張しており、1987年のアルバム『Rock 'n' Roll』も意識して付けたタイトルだと述べている。また、世間一般がモーターヘッドのサウンドを「ヘヴィメタル」「スピードメタル」などにカテゴライズすることを好ましく思っておらず、「ヘヴィメタルよりむしろパンクの方により親近感が湧く」「ダムドとは共通の美意識を持っているが、ブラック・サバスや、増してやジューダス・プリーストにはそんなもの感じない」とも述べている。
実際にレミーは、ラモーンズに曲を提供したり、ダムドとステージで共演している。ただし、ジャンルの垣根にこだわっている訳ではなく、オジー・オズボーンの『ノー・モア・ティアーズ』でオズボーンやザック・ワイルドと曲を共作したり、HR/HM系アーティスト達との共演も多い。

## バンド・ヒストリー

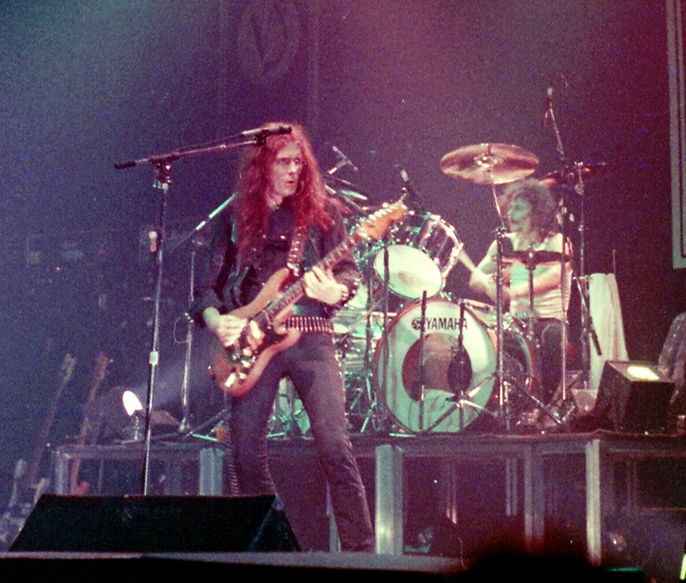
エディ・クラーク(G) フィル・テイラー(Ds) 1982年

一時期4人編成（ツイン・ギター）だった時期もあるが、活動期間の大部分でギター、ベース、ドラムのトリオ編成を貫いている。活動の全期間在籍しているのはリーダーのレミーのみであり、実質的にレミーのバンドである。
レミーは1975年にホークウインドを解雇され、同年に自身のバンド「バスタード」を結成するが、その後「モーターヘッド」と改名した。そして、ユナイテッド・アーティスツ・レコードとの契約を得て初のアルバムをレコーディングするが、当時はお蔵入りとなり、この時の録音はバンドのブレイク後の1979年に『オン・パロール』というタイトルで発売された。バンドは最終的に、オリジナル・ギタリストのラリー・ウォリスの脱退を経て、1977年にチジック・レコードからデビュー・アルバム『モーターヘッド』を発表し、その後ブロンズ・レコードへ移籍する。
"ファスト"・エディ・クラーク（ギター）、フィルシー・"アニマル"・テイラー（ドラム）を擁した1970年代後半から1980年代初頭が最初の黄金期で、その極めて個性的な音楽性にもかかわらず、『エース・オブ・スペーズ』(Ace of Spades)をはじめいくつかのアルバム、シングルをイギリスのトップ40チャートに送り込んでいる。特に1981年にリリースしたライブ盤『ノー・スリープ・ティル・ハマースミス』(No Sleep 'til Hammersmith) はこの時代の金字塔である。
1982年に・エディ・クラークが脱退し、後任に元シン・リジィのブライアン・ロバートソンを迎えて『アナザー・パーフェクト・デイ』をリリースするが、メロディアスなフレーズを多用した作風は旧来のファンの失望を招く。レミーは素早くこの事態に対処し、ロバートソンに代えてフィル・キャンベル、ワーゼルを起用。バンド史上初の正式な4人編成となって、シングル『キルド・バイ・デス』、過去のベスト・トラックを収録したコンピレーション・アルバム『ノー・リモース』をリリースして体制を立て直す。
1986年には、当時のマネージャーだったダグ・スミスが設立したレコード会社、GWRへ移籍し、『オーガズマトロン』、翌1987年には『ロックンロール』を発表。この2作がアメリカでも高く評価されたことに加え、マネージャーのダグ・スミスがGWRの相談役に就任した経緯もあり、GWRを離れ、バンドは活動拠点をアメリカのロサンゼルスへ移すことを決意。1990年にレミーはロサンゼルスへ移住、同時にエピック・レコード傘下の新たなレーベル、WTGへと移籍し、1991年には、WTGへ移籍しての第1作となる『1916』を発表する。
その後は、何度かメンバーチェンジを繰り返しながらも一貫して従来のモーターヘッド・サウンドを守り通し、1995年からは再びトリオ編成に戻った（ギターは1984年に加入したフィル・キャンベル、ドラムは1992年の『マーチ・オア・ダイ』から参加するミッキー・ディー：元キング・ダイアモンド、ドッケン）。このラインナップはグループ史上最も長く続いており、1970年代から1980年代までの最初の黄金期を凌ぐ数の作品を発表し、精力的に活動を続けていた。
2015年11月11日、バンド初期の黄金時代を支えたフィル "アニマル" テイラーが死去、同12月28日にはバンドの象徴であるリーダー、レミー・キルミスターが死去。残されたメンバーは、ミッキー・ディーが代表しモーターヘッドの活動終了を宣言した。
2018年1月、旧メンバー "ファスト" エディ・クラークが死去。これによりNWOBHM時代の全盛期メンバーは全て他界した。

## ギャラリー

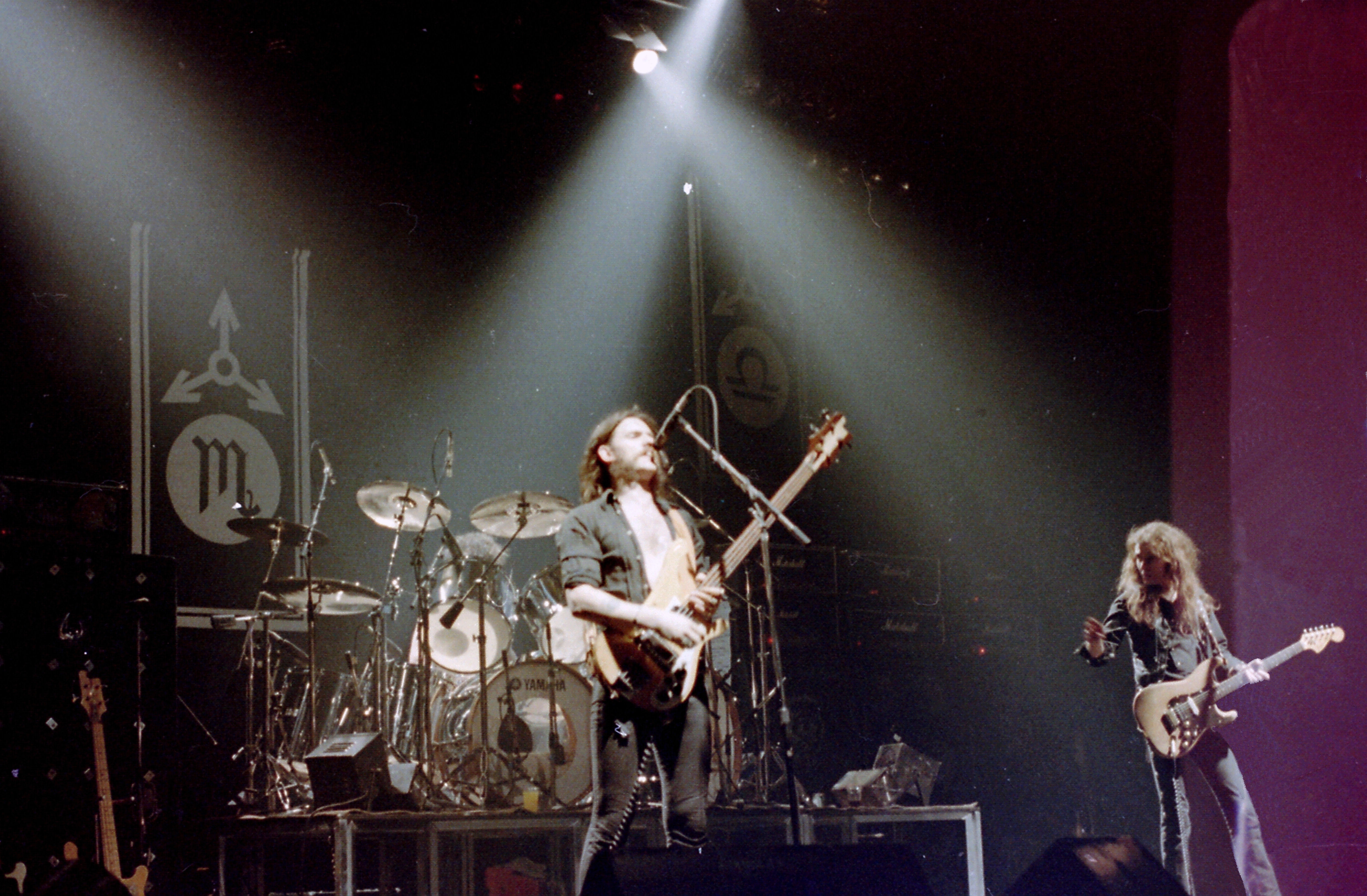
NWOBHM期 (1982年)
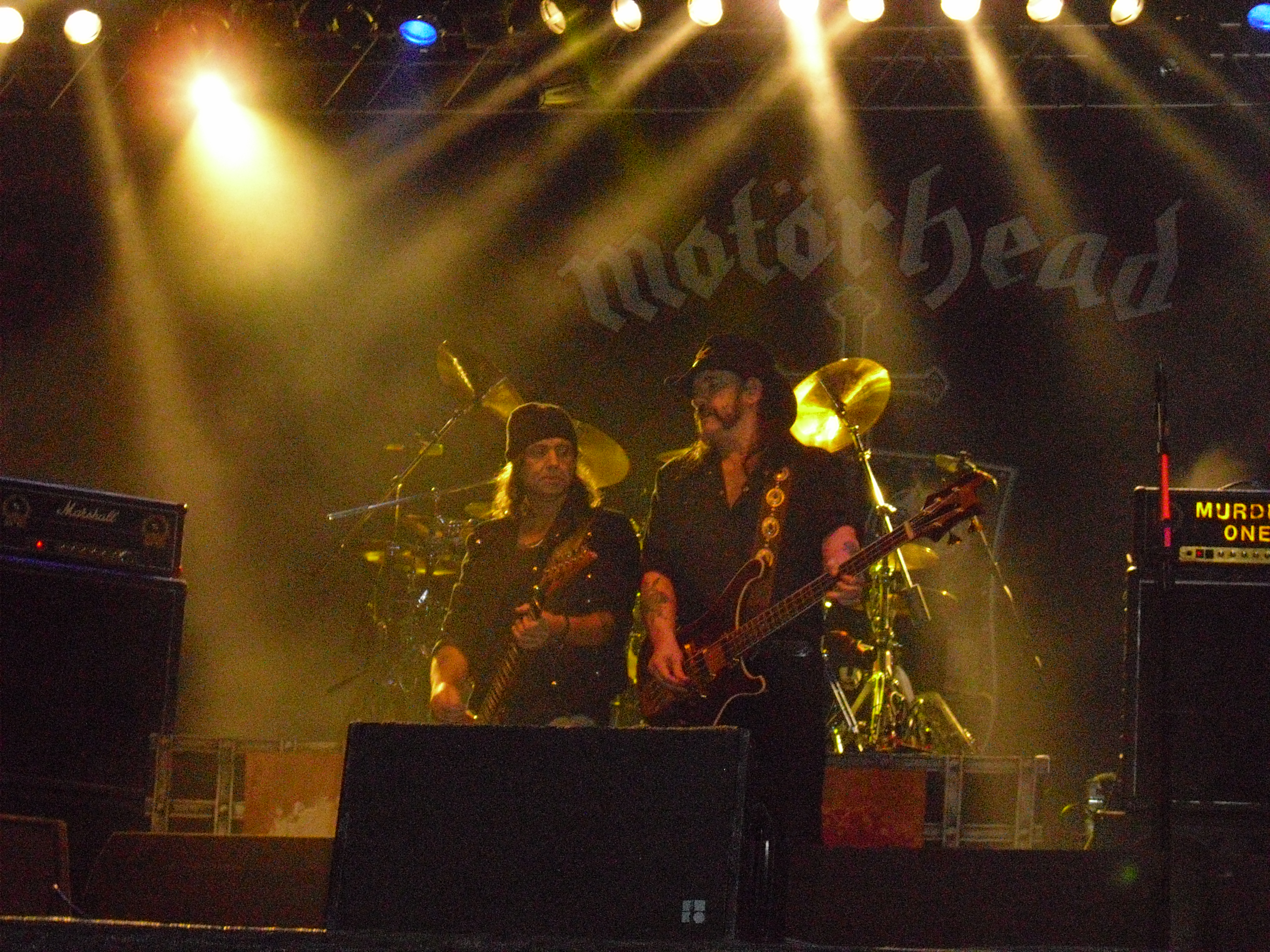
ノルウェー・クヴィネスダル公演 (2010年7月)
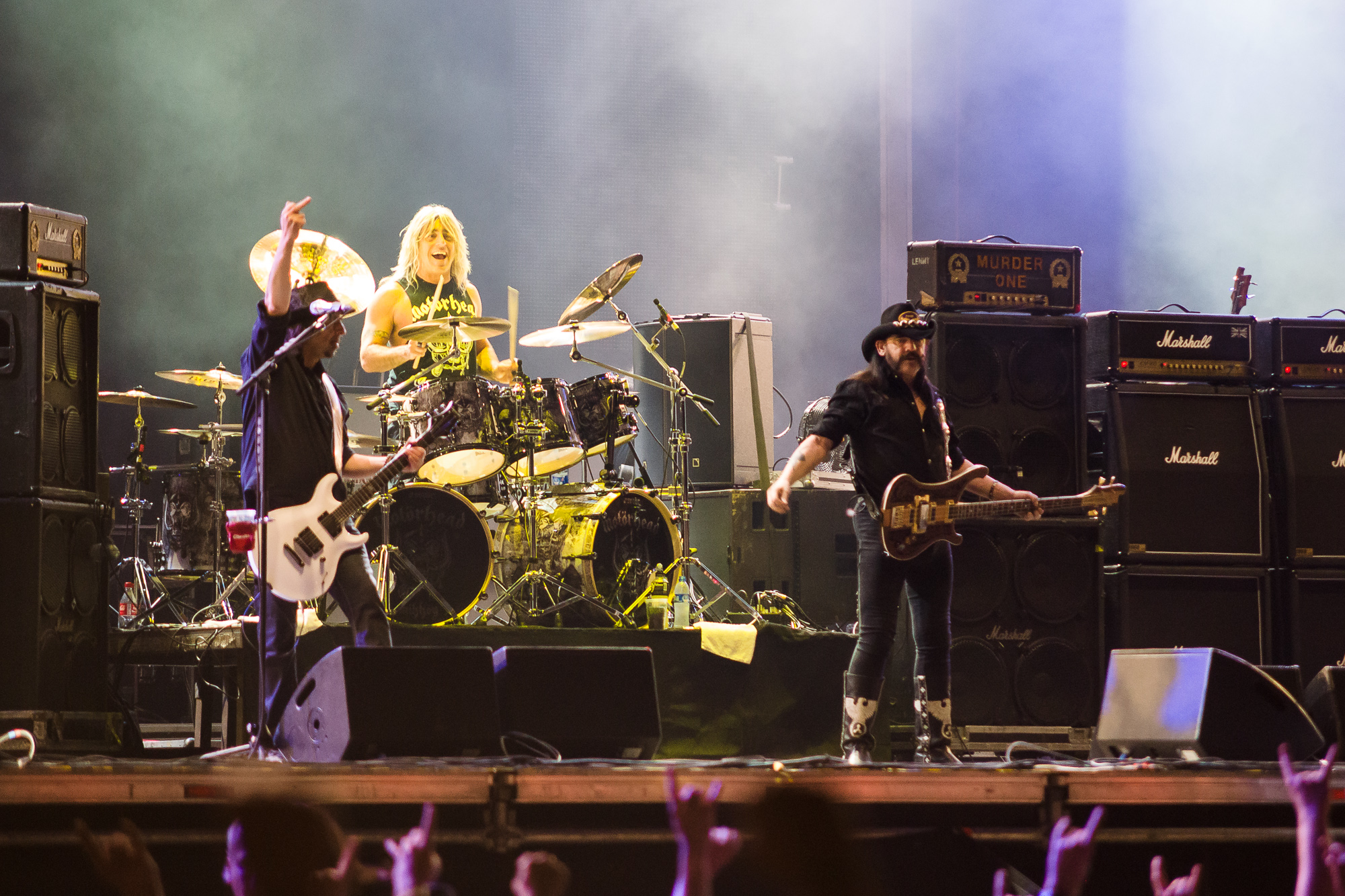
ポーランド・ワルシャワ公演 (2013年5月)
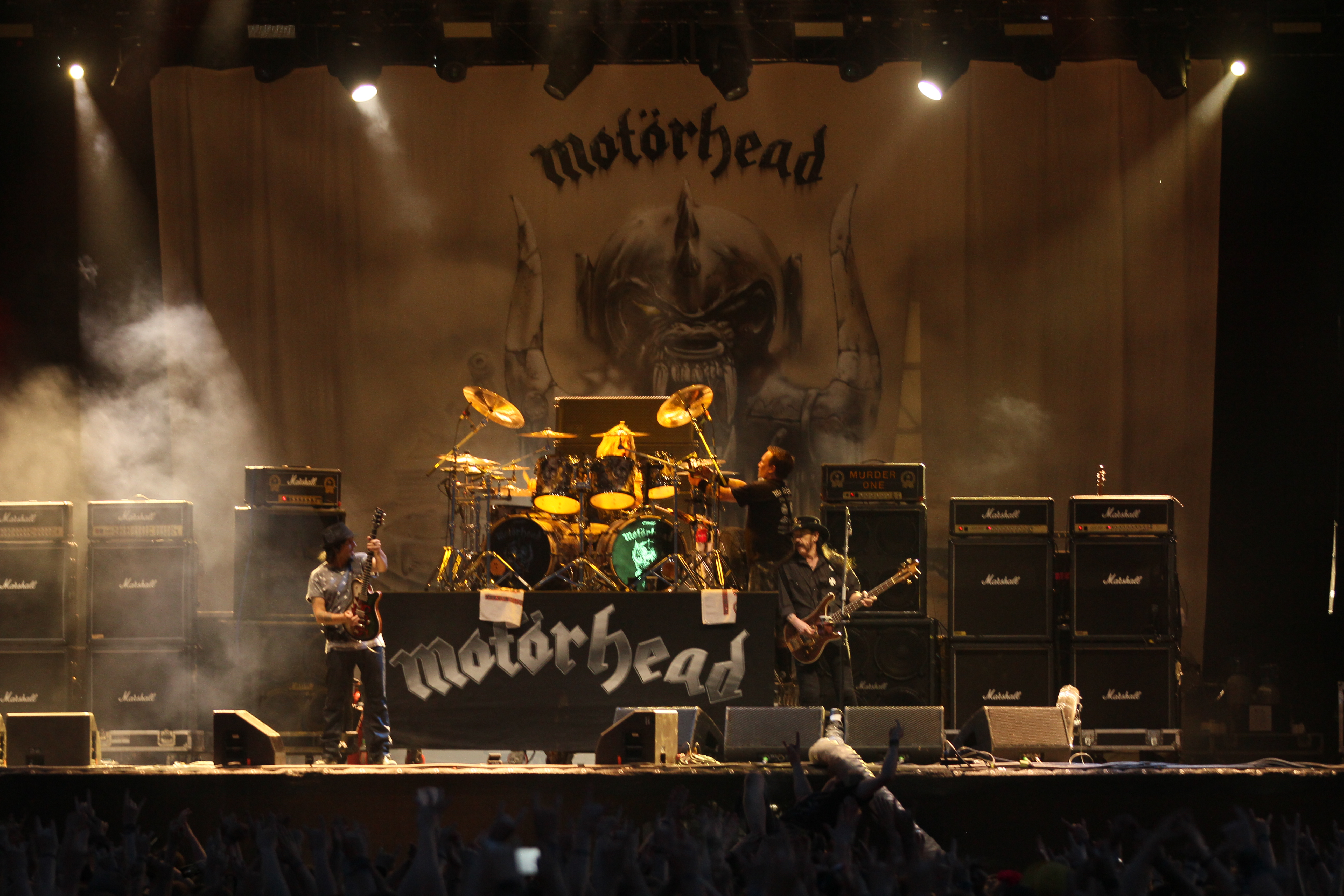
ドイツ・レープニッツ公演 (2014年7月)
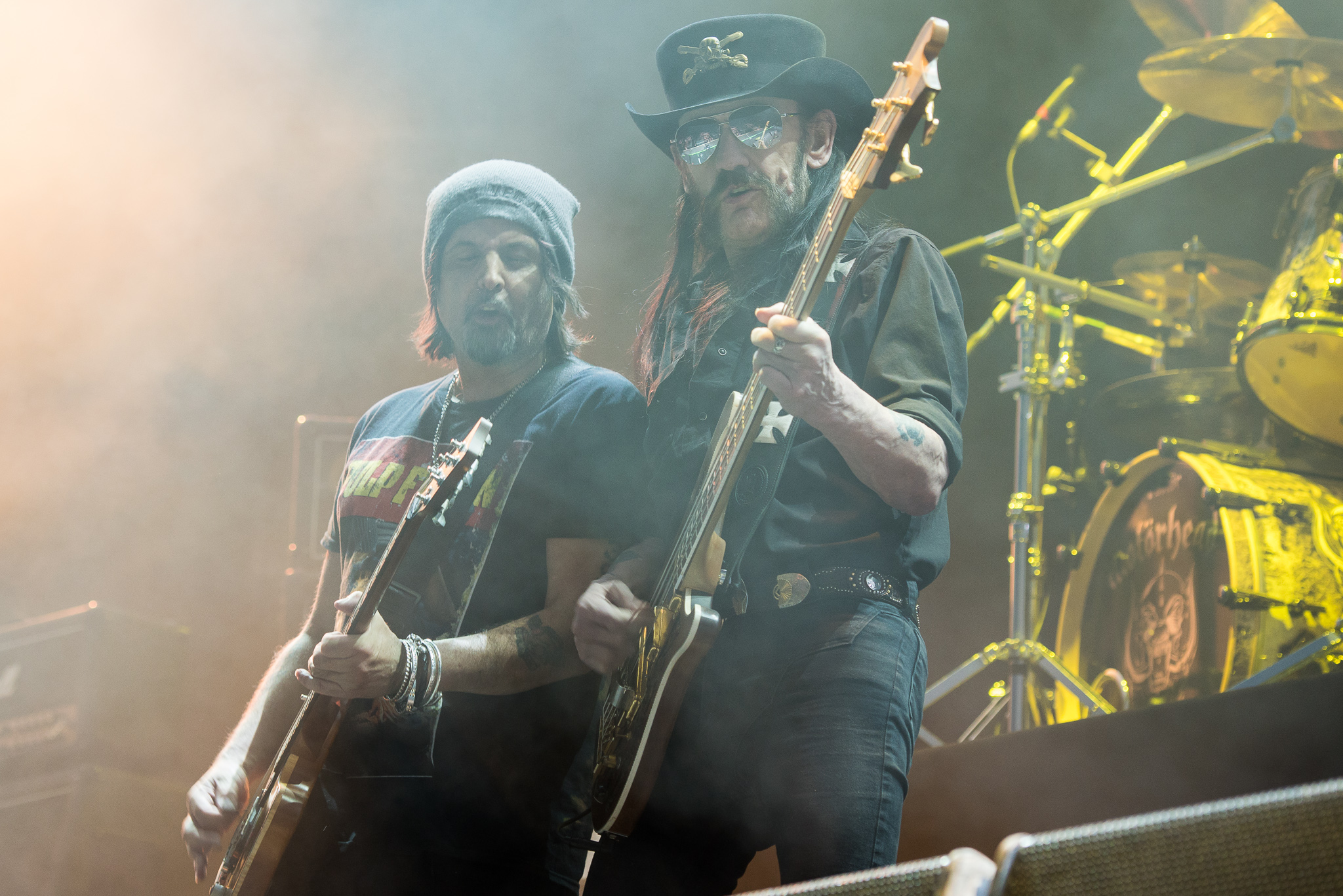
活動最終年 ドイツ・ニュルンベルク公演 (2015年6月)

## バンド・マスコットキャラクター

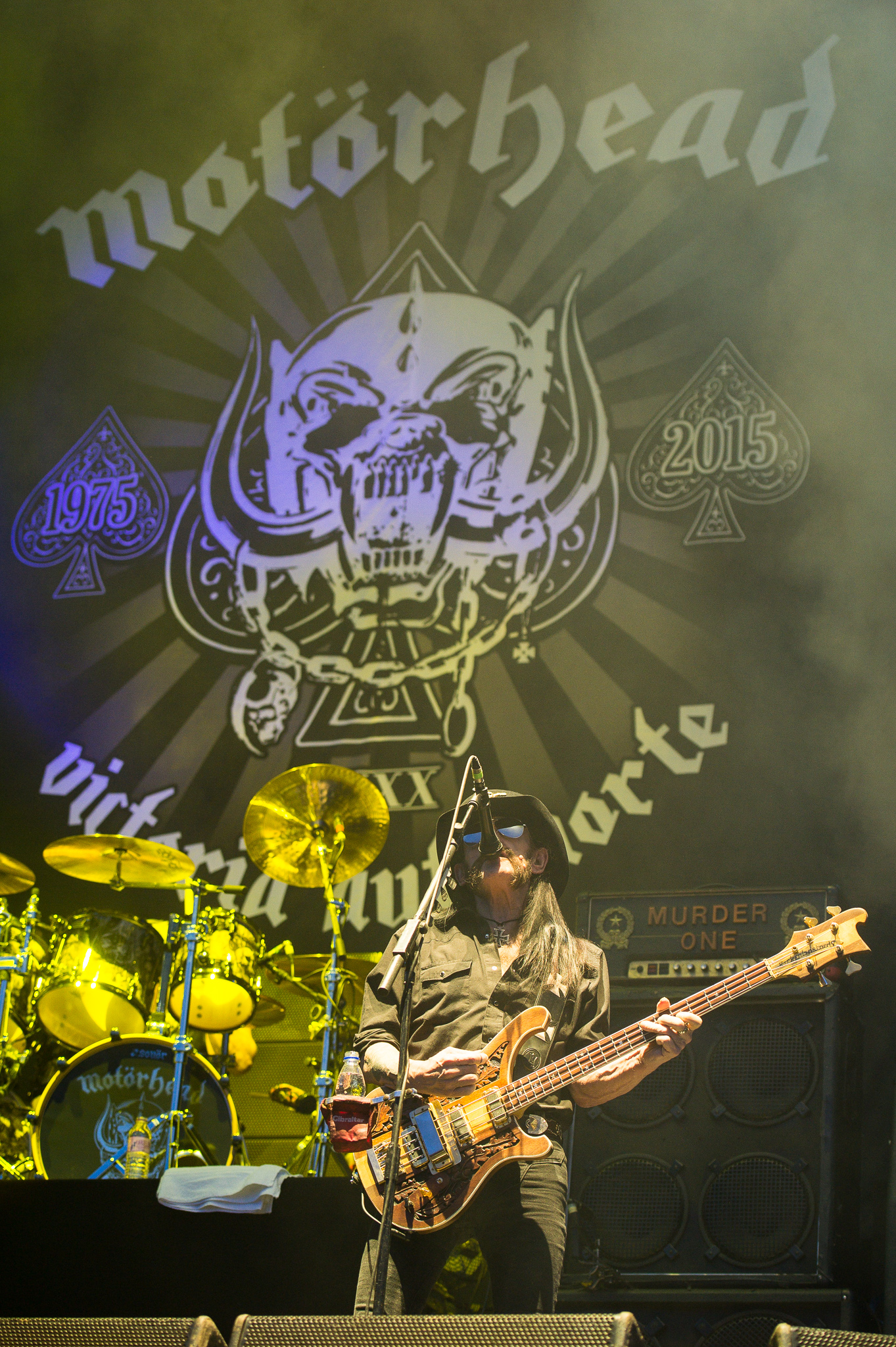
ウォー・ピッグ（スナグルトゥース）のイラスト&レミー (2015年6月)

正式なロゴは motörhead と語頭の m も含めてすべて黒い小文字で表記され、2つ目の o にブルー・オイスター・カルトやモトリー・クルーが使用するようなウムラウト（メタル・ウムラウト）が添えられる（バンド名の発音には影響しない）
デビュー以来彼らのアルバムジャケット等さまざまな場所に登場する、牙をむいた豚（ウォー・ピッグ/スナグルトゥース）のキャラクターは、ホークウィンド時代からレミーと懇意だったデザイナー、ジョー・ペタグノがバンドのデビュー・アルバムのためにデザインしたものである。オスの豚をベースにデザインされ、レミーのアイデアでヘルメット、チェーン、スパイクが加えられた。
このキャラクターは、アイアン・メイデンのエディ・ザ・ヘッドと同じように、様々なアレンジを施されてアルバム・カバーに登場する。『オーヴァーキル』では、内部から強烈な光を発するイメージで描かれ、『ボマー』ではメンバー3人が搭乗した爆撃機のボディにペイントされている。『アイアン・フィスト』のジャケットはイラストではなく3次元の立体的な拳のオブジェクトを作成して撮影したものだが、指にはめてある4つの指輪のひとつがウォー・ピッグになっている。

## WWEとの関わり
2001年1月、米国のプロレス団体WWE所属のトリプルHがファンであることから、彼の入場曲"The Game"を手掛けた。その後、新たに"King of Kings"、"Line in the Sand（トリプルHがリーダーを務めるユニットエボリューションの入場曲）"を手掛けており、ペイ・パー・ビューイベントレッスルマニアX-Sevenおよびレッスルマニア21に於いて入場曲を生演奏している。

## メンバー

### 最終ラインナップ
- レミー・キルミスター Ian "Lemmy" Kilmister - ヴォーカル/ベース (1975年 – 2015年)　♱RIP.2015
- フィル・キャンベル Phil "Wizzö" Campbell - ギター (1984年 – 2015年)
- ミッキー・ディー Mikkey Dee - ドラム (1992年 – 2015年)

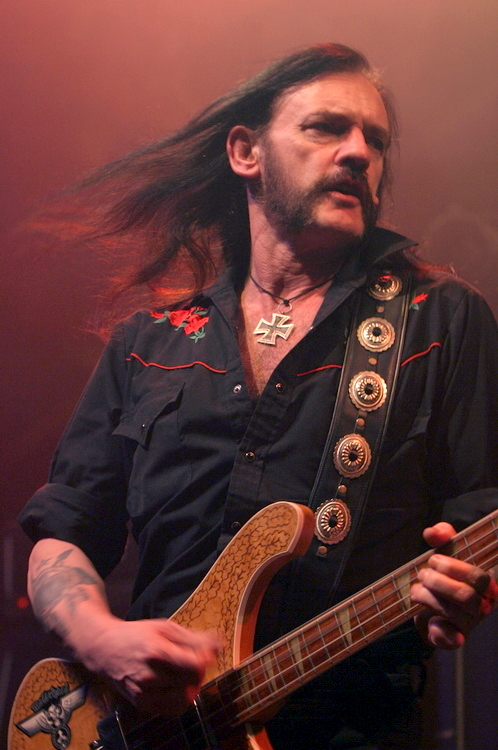
レミー・キルミスター(Vo/B) 2005年
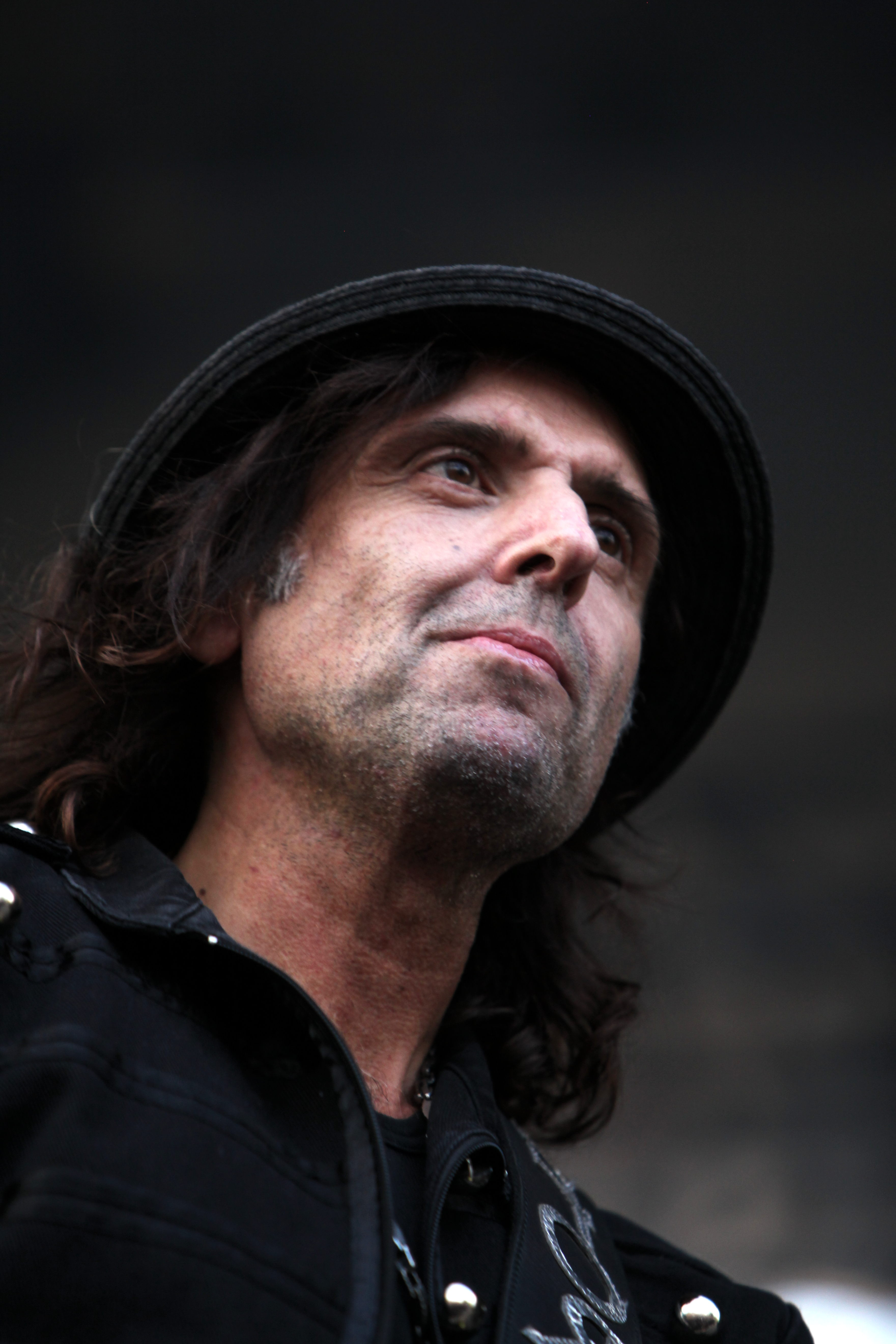
フィル・キャンベル(G) 2011年
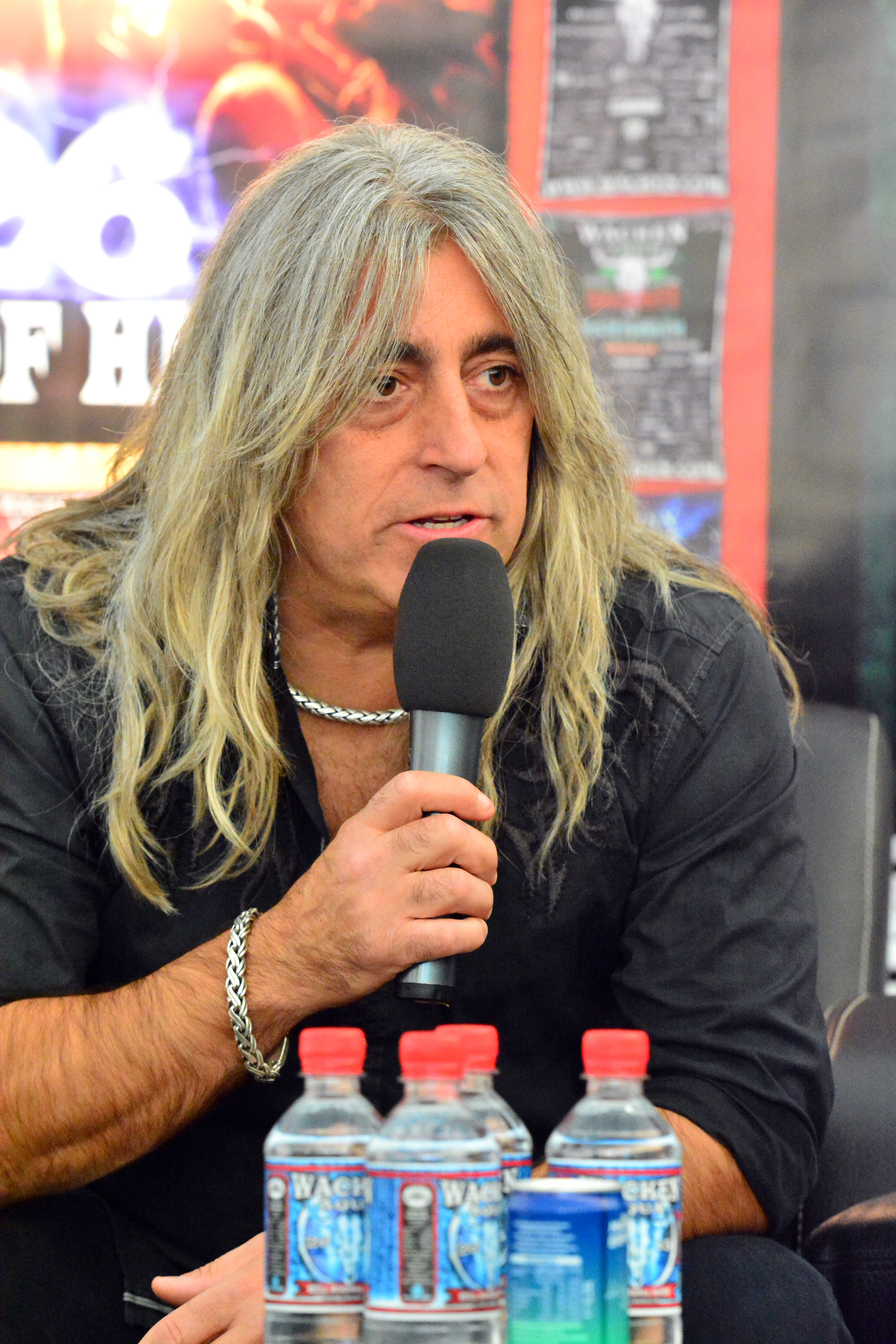
ミッキー・ディー(Ds) 2015年

### 旧メンバー
- ラリー・ウォリス Larry Wallis - ギター (1975年 – 1976年) ♱RIP.2019
- ルーカス・フォックス Lucas Fox - ドラム (1975年)
- フィルシー "アニマル" テイラー Phil "Philthy Animal" Taylor - ドラム (1975年 – 1984年、1987年 – 1992年)　♱RIP.2015
- "ファスト" エディ・クラーク "Fast" Eddie Clarke - ギター (1976年 – 1982年)　♱RIP.2018　※脱退後ファストウェイ結成
- ブライアン・ロバートソン Brian "Robbo" Robertson - ギター (1982年 – 1983年)　※元シン・リジィ
- ワーゼル Michael "Würzel" Burston - ギター (1984年 – 1995年) ♱RIP.2011
- ピート・ギル Pete Gill - ドラム (1984年 – 1987年)　※元サクソン

### ラインナップの変遷
| 期 | 年        | ベース、ヴォーカル | ギター                              | ドラム                | リリース作品 |
| -- | --------- | ------------------ | ----------------------------------- | --------------------- | --- |
| 1  | 1975      | レミー             | ラリー・ウォリス                    | ルーカス・フォックス  | - 1979: On Parole: "Lost Johnny" |
| 2  | 1975      | レミー             | ラリー・ウォリス                    | フィル・テイラー      | - 1979: On Parole: "Lost Johnny" 以外 |
| 3  | 1976      | レミー             | ラリー・ウォリス & エディ・クラーク | フィル・テイラー      | クラークのオーディションのみ |
| 4  | 1976-82   | レミー             | エディ・クラーク                    | フィル・テイラー      | - 1977: Motörhead - 1979: Overkill - 1979: Bomber - 1980: The Golden Years (EP) - 1980: Ace of Spades - 1981: St. Valentine's Day Massacre (EP) - 1981: No Sleep 'til Hammersmith (live) - 1982: Iron Fist - 1982: Live in Toronto (video) - 1982: Stand by Your Man (EP) |
| 5  | 1982-83   | レミー             | ブライアン・ ロバートソン           | フィル・テイラー      | - 1983: Another Perfect Day |
| 6  | 1984      | レミー             | フィル・キャンベル & ワーゼル       | フィル・テイラー      | - 1984: テレビ・シリーズ「ザ・ヤング・ワン」への出演 |
| 7  | 1984-87   | レミー             | フィル・キャンベル & ワーゼル       | ピート・ギル          | - 1984: No Remorse - 1985: The Birthday Party (video) - 1986: Orgasmatron |
| 8  | 1987-92   | レミー             | フィル・キャンベル & ワーゼル       | フィル・テイラー      | - 1987: Rock 'n' Roll - 1988: Nö Sleep at All (live) - 1991: 1916 - 1991: 1916 Live...Everything Louder than Everything Else (video) - 1992: March ör Die: "I Ain't No Nice Guy" |
| 9  | 1992      | レミー             | フィル・キャンベル & ワーゼル       | トミー・ アルドリッジ | - 1992: March ör Die |
| 10 | 1992-95   | レミー             | フィル・キャンベル & ワーゼル       | ミッキー・ディー      | - 1992: March ör Die: "Hellraiser" - 1993: Bastards - 1995: Sacrifice |
| 11 | 1995-2015 | レミー             | フィル・キャンベル                  | ミッキー・ディー      | - 1996: Overnight Sensation - 1998: Snake Bite Love - 1999: Everything Louder than Everyone Else (live) - 2000: We Are Motörhead - 2000: Live at Brixton Academy (live) - 2000: 25 & Alive Boneshaker (video) - 2002: Hammered - 2004: Inferno - 2004: Stage Fright (video) - 2006: Kiss of Death - 2007: Better Motörhead than Dead: Live at Hammersmith (live) - 2008: Motörizer - 2010: The World Is Yours - 2013: Aftershock - 2015: Bad Magic |

## ディスコグラフィ

### スタジオ・アルバム
- On Parole（1975年）※発売は1979年
- 『モーターヘッド』 - Motörhead（1977年）※UK43位 シルバー
- 『オーヴァーキル』 - Overkill（1979年）※UK24位 シルバー
- 『ボマー』 - Bomber（1979年）※UK12位 シルバー
- 『エース・オブ・スペーズ』- Ace of Spades（1980年）※UK4位 ゴールド
- 『アイアン・フィスト』 - Iron Fist（1982年）※UK6位 シルバー
- 『アナザー・パーフェクト・デイ』 - Another Perfect Day（1983年）※UK20位、旧邦題『悪魔の化身』
- 『オーガズマトロン』 - Orgasmatron（1986年）※UK21位
- 『ロックンロール』 - Rock 'n' Roll（1987年）※UK24位
- 『1916』 - 1916（1991年）※UK24位
- 『マーチ・オア・ダイ』 - March or Die（1992年）※UK60位
- 『バスターズ』 - Bastards（1993年）
- 『サクリファイス』 - Sacrifice（1995年）
- 『オーヴァーナイト・センセーション』 - Overnight Sensation（1996年）
- 『スネイク・バイト・ラヴ』 - Snake Bite Love（1998年）
- 『ウィ・アー・モーターヘッド』 - We Are Motorhead（2000年）
- 『ハマード』 - Hammered（2002年）
- 『インフェルノ』 - Inferno（2004年）
- 『キッス・オブ・デス』 - Kiss of Death（2006年）
- 『モータライザー』 - Motörizer（2008年）
- 『ザ・ワールド・イズ・ユアーズ』 - The Wörld Is Yours（2010年）
- Aftershock（2013年）※US22位
- 『バッド・マジック』 - Bad Magic（2015年）※US35位

### ライブ・アルバム
- 『ノー・スリープ・ティル・ハマースミス』 - No Sleep 'Til Hammersmith（1981年）※UK1位、旧邦題『極悪ライヴ』
- 『ノー・スリープ・アット・オール』 - No Sleep at All（1988年）
- Everything Louder Than Everyone Else（1999年）
- Live at Brixton Academy the Complete Concert（2003年）
- 『ベター・モーターヘッド・ザン・デッド ライヴ・アット・ハマースミス』 - Better Motörhead than Dead: Live at Hammersmith（2007年）
- The Löst Tapes Vol.1 (Live In Madrid 1995)（2021年）
- The Löst Tapes Vol.2 (Live In Norwich 1998)（2021年）

### コンピレーション・アルバム
- 『ノー・リモース』 - No Remorse（1984年）
- The Best of（2000年）
- The Chase Is Better Than the Catch（2000年）
- Over the Top - The Rarities（2000年）
- All the Aces（2001年）
- 『アンダー・カヴァー』 - Under Cöver（2017年）
- Everything Louder Forever (The Very Best Of)（2021年）

### コラボレーション・アルバム
- Please Don't Touch（1981年）※ガールスクールとの共演、Headgirl名義